# Odpočívka

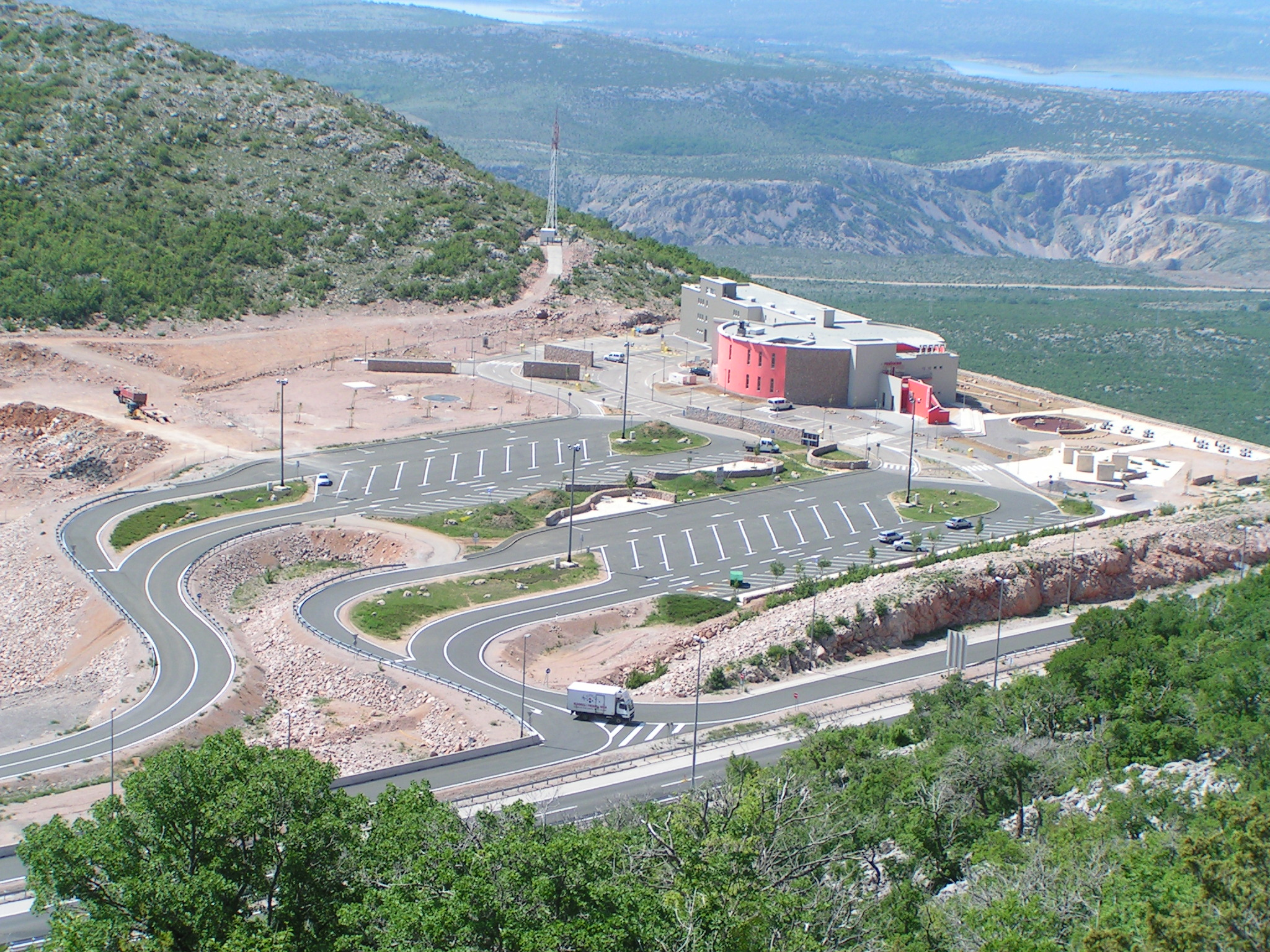
Odpočívka Marune na chorvatské dálnici A1

Odpočívka, nebo také běžně odpočívadlo, je stavebně a provozně vymezená plocha na pozemní komunikaci (typicky zejména na dálnici nebo rychlostní silnici), která slouží ke stání vozidel během odpočinku jejich osádek. Součástí odpočívek bývá i obchodní vybavení (občerstvení, restaurace), hygienické zázemí (WC) a někdy také čerpací stanice pohonných hmot.
Výraz odpočívka byl jako odborný normalizován v československých státních normách z let 1963 a 1965 o projektování a názvosloví silnic a dálnic. V roce 1970 byl v jazykovědném časopisu Naše řeč řazen mezi neologismy.